# Мытчиково
Мытчиково — деревня в Вашкинском районе Вологодской области.
Входит в состав Ивановского сельского поселения, с точки зрения административно-территориального деления — в Ивановский сельсовет.
Расстояние по автодороге до районного центра Липина Бора — 57 км, до центра муниципального образования деревни Ивановская — 2 км. Ближайшие населённые пункты — Ларино, Трифаново, Ушаково.
По переписи 2002 года население — 19 человек.